# Нак (Германия)
См. другие значения термина НАК.
Нак (нем. Nack) — община в Германии, в земле Рейнланд-Пфальц.
Входит в состав района Альцай-Вормс. Подчиняется управлению Альцай-Ланд. Население составляет 646 человек (на 31 декабря 2010 года). Занимает площадь 5,56 км².